# Округ Џо Дејвис (Илиноис)
Џо Дејвис (енгл. Jo Daviess County) је округ у америчкој савезној држави Илиноис.

## Демографија
По попису из 2010. године број становника је 22.678, што је 389 (1,7%) становника више него 2000. године.
| Група             | 2000.          | 2010.          |
| Белци             | 21.733 (97,5%) | 21.681 (95,6%) |
| Афроамериканци    | 44 (0,2%)      | 107 (0,5%)     |
| Азијати           | 36 (0,2%)      | 72 (0,3%)      |
| Хиспаноамериканци | 342 (1,5%)     | 609 (2,7%)     |
| Укупно            | 22.289         | 22.678         |